# CONCACAF Nations League 2019/20
De CONCACAF Nations League 2019–20 was het eerste seizoen van deze landencompetitie, een internationale voetbalcompetitie voor landen die lid zijn van de CONCACAF.
De landen werden verdeeld over drie divisies. In iedere divisie werden de landen weer verdeeld over vier groepen. Aan dit toernooi ging een kwalificatietoernooi vooraf om te bepalen welk land in welke divisie speelde. Van de 41 landen deden 34 landen aan de kwalificatie mee. Zes landen waren direct gekwalificeerd voor divisie A. Dit toernooi diende tevens als kwalificatietoernooi voor de CONCACAF Gold Cup 2019. Guatemala mocht niet deelnemen aan het kwalificatietoernooi vanwege een schorsing die was opgelegd door de FIFA. Deze schorsing werd later opgeheven door de FIFA, waarna Guatemala instroomde in de laagste divisie, divisie C.
De finales zouden worden gespeeld in juni 2020, maar die werden met een jaar uitgesteld vanwege de coronapandemie. Het toernooi werd gewonnen door de Verenigde Staten. In de finale werd Mexico verslagen met 3–2. Honduras werd derde.

## Tijdschema

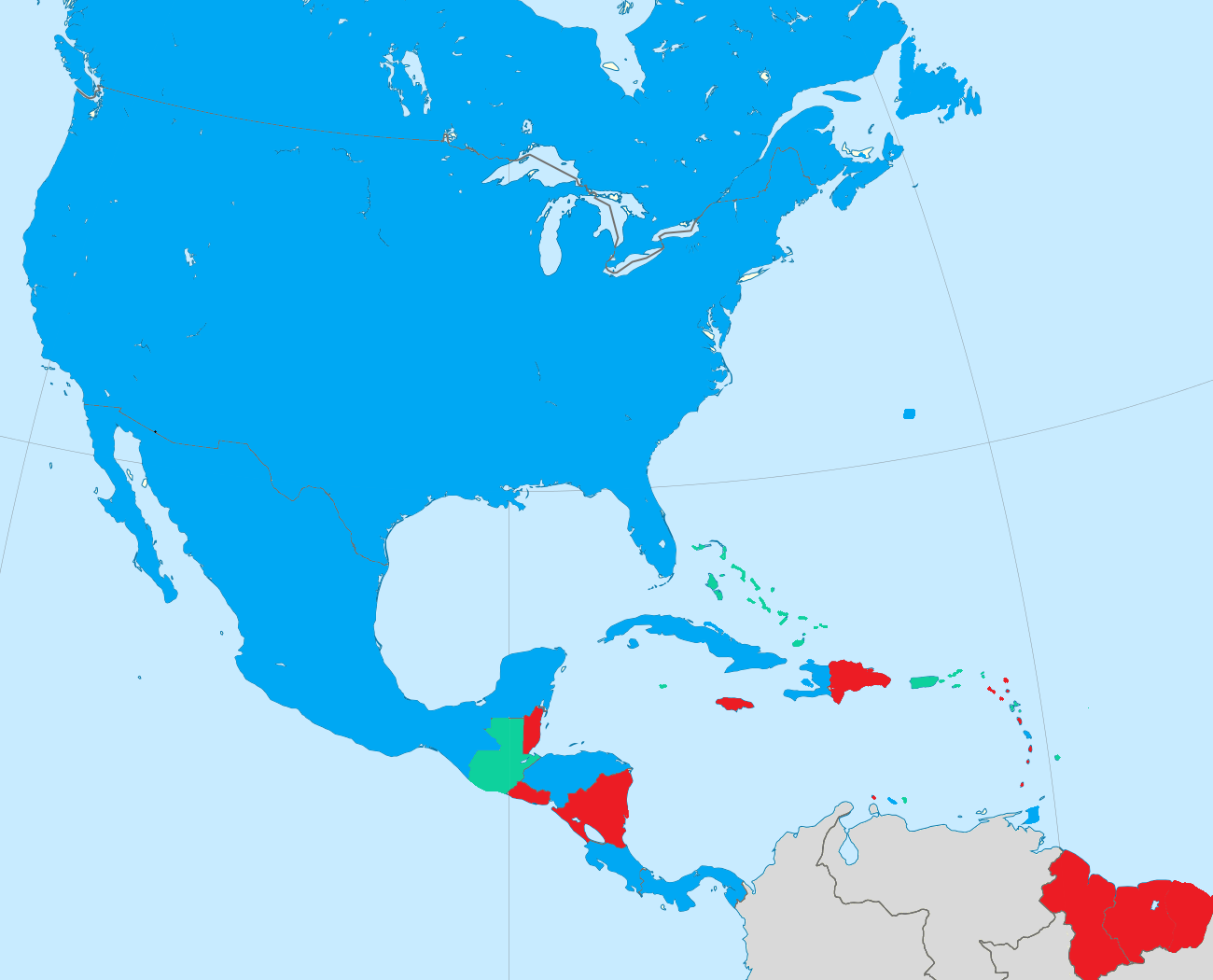
Deelnemende landen en indeling divisies.
Divisie A
Divisie B
Divisie C

| Fase         | Ronde          | Datum               |
| ------------ | -------------- | ------------------- |
| Kwalificatie | Wedstrijddag 1 | 6–11 september 2018 |
| Kwalificatie | Wedstrijddag 2 | 11–16 oktober 2018  |
| Kwalificatie | Wedstrijddag 3 | 16–20 november 2018 |
| Kwalificatie | Wedstrijddag 4 | 21–26 maart 2019    |
| Groepsfase   | Wedstrijddag 1 | 2–10 september 2019 |
| Groepsfase   | Wedstrijddag 2 | 2–10 september 2019 |
| Groepsfase   | Wedstrijddag 3 | 10–15 oktober 2019  |
| Groepsfase   | Wedstrijddag 4 | 10–15 oktober 2019  |
| Groepsfase   | Wedstrijddag 5 | 11–19 november 2019 |
| Groepsfase   | Wedstrijddag 6 | 11–19 november 2019 |
| Finale       | Halve finale   | 3 juni 2021         |
| Finale       | (Troost)finale | 6 juni 2021         |

## Kwalificatie
De zes landen die deelnamen aan de vijfde ronde van de kwalificatie voor het Wereldkampioenschap voetbal 2018 waren rechtstreeks geplaatst voor Divisie A. Deze landen waren Mexico, de Verenigde Staten, Costa Rica, Panama, Honduras en Trinidad en Tobago. De andere landen werden op sterkte verdeeld over vier potten waarna werd geloot om het speelschema te bepalen. Elk land speelde één keer tegen één land uit elke pot. Twee keer werd thuis gespeeld en twee keer uit. De stand die na vier wedstrijden werd opgemaakt, bepaalde in welke divisie een land zou spelen en welke landen zich plaatsten voor de CONCACAF Gold Cup 2019.

### Eindstand
| Pos | Land                           | Wed | Win | Gel | Ver | DV | DT | +/− | Pnt |                                                       |
| --- | ------------------------------ | --- | --- | --- | --- | -- | -- | --- | --- | ----------------------------------------------------- |
| 1   | Haïti                          | 4   | 4   | 0   | 0   | 19 | 2  | +17 | 12  | Kwalificatie voor divisie A en CONCACAF Gold Cup 2019 |
| 2   | Canada                         | 4   | 4   | 0   | 0   | 18 | 1  | +17 | 12  | Kwalificatie voor divisie A en CONCACAF Gold Cup 2019 |
| 3   | Martinique                     | 4   | 4   | 0   | 0   | 10 | 2  | +8  | 12  | Kwalificatie voor divisie A en CONCACAF Gold Cup 2019 |
| 4   | Curaçao                        | 4   | 3   | 0   | 1   | 22 | 2  | +20 | 9   | Kwalificatie voor divisie A en CONCACAF Gold Cup 2019 |
| 5   | Bermuda                        | 4   | 3   | 0   | 1   | 17 | 4  | +13 | 9   | Kwalificatie voor divisie A en CONCACAF Gold Cup 2019 |
| 6   | Cuba                           | 4   | 3   | 0   | 1   | 15 | 2  | +13 | 9   | Kwalificatie voor divisie A en CONCACAF Gold Cup 2019 |
| 7   | Guyana                         | 4   | 3   | 0   | 1   | 14 | 3  | +11 | 9   | Kwalificatie voor divisie B en CONCACAF Gold Cup 2019 |
| 8   | Jamaica                        | 4   | 3   | 0   | 1   | 12 | 3  | +9  | 9   | Kwalificatie voor divisie B en CONCACAF Gold Cup 2019 |
| 9   | Nicaragua                      | 4   | 3   | 0   | 1   | 9  | 2  | +7  | 9   | Kwalificatie voor divisie B en CONCACAF Gold Cup 2019 |
| 10  | El Salvador                    | 4   | 3   | 0   | 1   | 7  | 2  | +5  | 9   | Kwalificatie voor divisie B en CONCACAF Gold Cup 2019 |
| 11  | Montserrat                     | 4   | 3   | 0   | 1   | 6  | 3  | +3  | 9   | Kwalificatie voor divisie B                           |
| 12  | Suriname                       | 4   | 2   | 1   | 1   | 8  | 2  | +6  | 7   | Kwalificatie voor divisie B                           |
| 13  | Saint Lucia                    | 4   | 2   | 1   | 1   | 7  | 4  | +3  | 7   | Kwalificatie voor divisie B                           |
| 14  | Dominica                       | 4   | 2   | 1   | 1   | 6  | 5  | +1  | 7   | Kwalificatie voor divisie B                           |
| 15  | Saint Kitts en Nevis           | 4   | 2   | 0   | 2   | 11 | 3  | +8  | 6   | Kwalificatie voor divisie B                           |
| 16  | Dominicaanse Republiek         | 4   | 2   | 0   | 2   | 9  | 4  | +5  | 6   | Kwalificatie voor divisie B                           |
| 17  | Belize                         | 4   | 2   | 0   | 2   | 6  | 3  | +3  | 6   | Kwalificatie voor divisie B                           |
| 18  | Antigua en Barbuda             | 4   | 2   | 0   | 2   | 10 | 8  | +2  | 6   | Kwalificatie voor divisie B                           |
| 19  | Frans-Guyana                   | 4   | 2   | 0   | 2   | 8  | 6  | +2  | 6   | Kwalificatie voor divisie B                           |
| 20  | Saint Vincent en de Grenadines | 4   | 2   | 0   | 2   | 5  | 6  | −1  | 6   | Kwalificatie voor divisie B                           |
| 21  | Grenada                        | 4   | 2   | 0   | 2   | 7  | 14 | −7  | 6   | Kwalificatie voor divisie B                           |
| 22  | Aruba                          | 4   | 1   | 1   | 2   | 5  | 6  | −1  | 4   | Kwalificatie voor divisie B                           |
| 23  | Guadeloupe                     | 4   | 1   | 1   | 2   | 3  | 7  | −4  | 4   | Kwalificatie voor divisie C                           |
| 24  | Turks- en Caicoseilanden       | 4   | 1   | 1   | 2   | 5  | 23 | −18 | 4   | Kwalificatie voor divisie C                           |
| 25  | Barbados                       | 4   | 1   | 0   | 3   | 3  | 7  | −4  | 3   | Kwalificatie voor divisie C                           |
| 26  | Bonaire                        | 4   | 1   | 0   | 3   | 3  | 14 | −11 | 3   | Kwalificatie voor divisie C                           |
| 27  | Amerikaanse Maagdeneilanden    | 4   | 1   | 0   | 3   | 3  | 16 | −13 | 3   | Kwalificatie voor divisie C                           |
| 28  | Sint Maarten                   | 4   | 1   | 0   | 3   | 4  | 30 | −26 | 3   | Kwalificatie voor divisie C                           |
| 29  | Kaaimaneilanden                | 4   | 0   | 1   | 3   | 1  | 9  | −8  | 1   | Kwalificatie voor divisie C                           |
| 30  | Britse Maagdeneilanden         | 4   | 0   | 1   | 3   | 3  | 13 | −10 | 1   | Kwalificatie voor divisie C                           |
| 31  | Anguilla                       | 4   | 0   | 1   | 3   | 1  | 15 | −14 | 1   | Kwalificatie voor divisie C                           |
| 32  | Bahama's                       | 4   | 0   | 1   | 3   | 1  | 15 | −14 | 1   | Kwalificatie voor divisie C                           |
| 33  | Puerto Rico                    | 4   | 0   | 0   | 4   | 0  | 5  | −5  | 0   | Kwalificatie voor divisie C                           |
| 34  | Sint-Maarten                   | 4   | 0   | 0   | 4   | 5  | 22 | −17 | 0   | Kwalificatie voor divisie C                           |

## Groepen en wedstrijden
Er werd geloot op 27 maart 2019 in Las Vegas, Nevada, Verenigde Staten. De wedstrijden beginnen op 5 september 2019.

### Divisie A

#### Potten
| Team             | Pnt.  | Ranking |
| ---------------- | ----- | ------- |
| Mexico           | 1.998 | 1       |
| Verenigde Staten | 1.863 | 2       |
| Costa Rica       | 1.752 | 3       |
| Honduras         | 1.630 | 4       |

| Team               | pnt.  | Ranking |
| ------------------ | ----- | ------- |
| Panama             | 1.579 | 5       |
| Canada             | 1.471 | 7       |
| Haïti              | 1.359 | 10      |
| Trinidad en Tobago | 1.286 | 11      |

| Team       | pnt.  | Ranking |
| ---------- | ----- | ------- |
| Martinique | 1.286 | 12      |
| Cuba       | 1.152 | 13      |
| Curaçao    | 1.079 | 15      |
| Bermuda    | 865   | 23      |

Legenda divisie A

#### Groep 1
| Pos | Land             | Wed | Win | Gel | Ver | DV | DT | +/− | Pnt |
| --- | ---------------- | --- | --- | --- | --- | -- | -- | --- | --- |
| 1   | Verenigde Staten | 4   | 3   | 0   | 1   | 15 | 3  | +12 | 9   |
| 2   | Canada           | 4   | 3   | 0   | 1   | 10 | 4  | +6  | 9   |
| 3   | Cuba             | 4   | 0   | 0   | 4   | 0  | 18 | −18 | 0   |

|                                |                                                             |     |      |                                                                                  |
| 7 september 2019 20:00 (UTC−5) | Canada                                                      | 6−0 | Cuba | BMO Field, Toronto Toeschouwers: 10.224 Scheidsrechter: Fernando Hernández (MEX) |
| 7 september 2019 20:00 (UTC−5) | Hoilett 13', 50', 82' (pen.) David 21' Osorio 52' Henry 65' |     |      | BMO Field, Toronto Toeschouwers: 10.224 Scheidsrechter: Fernando Hernández (MEX) |

|                                 |      |           |        | |
| 10 september 2019 19:15 (UTC−5) | Cuba | 0−1       | Canada | Truman Boddensportcomplex George Town (Kaaimaneilanden) Toeschouwers: 420 Scheidsrechter: Mario Escobar (GUA) |
| 10 september 2019 19:15 (UTC−5) |      | Davies 9' |        | Truman Boddensportcomplex George Town (Kaaimaneilanden) Toeschouwers: 420 Scheidsrechter: Mario Escobar (GUA) |

|                               |                                                                                |     |      |                                                                                    |
| 11 oktober 2019 19:06 (UTC−5) | Verenigde Staten                                                               | 7−0 | Cuba | Audi Field, Washington D.C. Toeschouwers: 13.784 Scheidsrechter: Jose Torres (PUR) |
| 11 oktober 2019 19:06 (UTC−5) | McKennie 1', 5', 13' Morris 9' Ramos 37' (e.d.) Sargent 40' Pulisic 62' (pen.) |     |      | Audi Field, Washington D.C. Toeschouwers: 13.784 Scheidsrechter: Jose Torres (PUR) |

|                               |                            |     |                  |                                                                                |
| 15 oktober 2019 19:30 (UTC−5) | Canada                     | 2−0 | Verenigde Staten | BMO Field, Toronto Toeschouwers: 17.126 Scheidsrechter: Daneon Parchment (JAM) |
| 15 oktober 2019 19:30 (UTC−5) | Davies 63' Cavallini 90+1' |     |                  | BMO Field, Toronto Toeschouwers: 17.126 Scheidsrechter: Daneon Parchment (JAM) |

|                                |                                    |     |             |                                                                                  |
| 15 november 2019 19:15 (UTC−5) | Verenigde Staten                   | 4−1 | Canada      | Exploria Stadium, Orlando Toeschouwers: 13.103 Scheidsrechter: César Ramos (MEX) |
| 15 november 2019 19:15 (UTC−5) | Morris 2' Zardes 23', 89' Long 34' |     | Vitória 72' | Exploria Stadium, Orlando Toeschouwers: 13.103 Scheidsrechter: César Ramos (MEX) |

|                                |      |                                 |                  |                                                                                          |
| 19 november 2019 19:30 (UTC−5) | Cuba | 0−4                             | Verenigde Staten | Truman Boddensportcomplex George Town (Kaaimaneilanden) Scheidsrechter: John Pitti (PAN) |
| 19 november 2019 19:30 (UTC−5) |      | Sargent 1', 66' Morris 26', 39' |                  | Truman Boddensportcomplex George Town (Kaaimaneilanden) Scheidsrechter: John Pitti (PAN) |

#### Groep 2
| Pos | Land    | Wed | Win | Gel | Ver | DV | DT | +/− | Pnt |
| --- | ------- | --- | --- | --- | --- | -- | -- | --- | --- |
| 1   | Mexico  | 4   | 4   | 0   | 0   | 13 | 3  | +10 | 12  |
| 2   | Panama  | 4   | 1   | 0   | 3   | 5  | 9  | −4  | 3   |
| 3   | Bermuda | 4   | 1   | 0   | 3   | 5  | 11 | −6  | 3   |

|                                |                     |     |                                                  |                                                                        |
| 5 september 2019 18:00 (UTC−5) | Bermuda             | 1−4 | Panama                                           | Nationaal Stadion, Devonshire Scheidsrechter: Raúl Castro Zúñiga (HON) |
| 5 september 2019 18:00 (UTC−5) | Cummings 44' (e.d.) |     | Torres 31', 66' Blackburn 45' Carrasquilla 90+3' | Nationaal Stadion, Devonshire Scheidsrechter: Raúl Castro Zúñiga (HON) |

|                                |        |                |         |                                                                             |
| 8 september 2019 20:00 (UTC−5) | Panama | 0−2            | Bermuda | Estadio Rommel Fernández, Panama-Stad Scheidsrechter: Nitzar Sandoval (NCA) |
| 8 september 2019 20:00 (UTC−5) |        | Wells 22', 61' |         | Estadio Rommel Fernández, Panama-Stad Scheidsrechter: Nitzar Sandoval (NCA) |

|                               |           |     |                                                     |                                                                  |
| 11 oktober 2019 21:00 (UTC−5) | Bermuda   | 1−5 | Mexico                                              | Nationaal Stadion, Hamilton Scheidsrechter: Henry Bejarano (CRC) |
| 11 oktober 2019 21:00 (UTC−5) | Wells 56' |     | Antuna 25' Macías 45+2', 53' Lozano 60' Herrera 71' | Nationaal Stadion, Hamilton Scheidsrechter: Henry Bejarano (CRC) |

|                               |                                       |     |                    |                                                               |
| 15 oktober 2019 22:00 (UTC−5) | Mexico                                | 3−1 | Panama             | Aztekenstadion, Mexico-Stad Scheidsrechter: Iván Barton (SLV) |
| 15 oktober 2019 22:00 (UTC−5) | Alvarado 28' Macías 75' Pizarro 90+2' |     | Salcedo 42' (e.d.) | Aztekenstadion, Mexico-Stad Scheidsrechter: Iván Barton (SLV) |

|                                |        |                                    |        |                                                                             |
| 15 november 2019 22:00 (UTC−5) | Panama | 0−3                                | Mexico | Estadio Rommel Fernández, Panama-Stad Scheidsrechter: Ricardo Montero (CRC) |
| 15 november 2019 22:00 (UTC−5) |        | Jiménez 8', 85' (pen.) Álvarez 70' |        | Estadio Rommel Fernández, Panama-Stad Scheidsrechter: Ricardo Montero (CRC) |

|                                |                          |     |              |                                                                   |
| 19 november 2019 22:00 (UTC−5) | Mexico                   | 2−1 | Bermuda      | Estadio Nemesio Díez, Toluca Scheidsrechter: Ismael Cornejo (SLV) |
| 19 november 2019 22:00 (UTC−5) | Córdova 27' Antuna 90+3' |     | Leverock 10' | Estadio Nemesio Díez, Toluca Scheidsrechter: Ismael Cornejo (SLV) |

#### Groep 3
| Pos | Land               | Wed | Win | Gel | Ver | DV | DT | +/− | Pnt |
| --- | ------------------ | --- | --- | --- | --- | -- | -- | --- | --- |
| 1   | Honduras           | 4   | 3   | 1   | 0   | 8  | 1  | +7  | 10  |
| 2   | Martinique         | 4   | 0   | 3   | 1   | 4  | 5  | −1  | 3   |
| 3   | Trinidad en Tobago | 4   | 0   | 2   | 2   | 3  | 9  | −6  | 2   |

|                                |              |     |                    |                                                                       |
| 6 september 2019 18:00 (UTC−5) | Martinique   | 1−1 | Trinidad en Tobago | Stade Pierre-Aliker, Fort-de-France Scheidsrechter: José Kellys (PAN) |
| 6 september 2019 18:00 (UTC−5) | Mandouki 41' |     | Jones 65' (pen.)   | Stade Pierre-Aliker, Fort-de-France Scheidsrechter: José Kellys (PAN) |

|                                |                       |     |                           |                                                                           |
| 9 september 2019 21:00 (UTC−5) | Trinidad en Tobago    | 2−2 | Martinique                | Hasely Crawfordstadion, Port of Spain Scheidsrechter: Diego Montaño (MEX) |
| 9 september 2019 21:00 (UTC−5) | Molino 17' Telfer 46' |     | Carr 60' (e.d.) Delem 80' | Hasely Crawfordstadion, Port of Spain Scheidsrechter: Diego Montaño (MEX) |

|                               |                    |                       |          |                                                                           |
| 10 oktober 2019 19:00 (UTC−5) | Trinidad en Tobago | 0−2                   | Honduras | Hasely Crawfordstadion, Port of Spain Scheidsrechter: Mario Escobar (GUA) |
| 10 oktober 2019 19:00 (UTC−5) |                    | Moya 52' Martínez 90' |          | Hasely Crawfordstadion, Port of Spain Scheidsrechter: Mario Escobar (GUA) |

|                               |                      |     |            |                                                                                      |
| 13 oktober 2019 22:00 (UTC−5) | Honduras             | 1−0 | Martinique | Estadio Olímpico Metropolitano, San Pedro Sula Scheidsrechter: Adonai Escobedo (MEX) |
| 13 oktober 2019 22:00 (UTC−5) | Barthéléry 4' (e.d.) |     |            | Estadio Olímpico Metropolitano, San Pedro Sula Scheidsrechter: Adonai Escobedo (MEX) |

|                                |            |     |           |                                                                     |
| 14 november 2019 20:00 (UTC−5) | Martinique | 1−1 | Honduras  | Stade Pierre-Aliker, Fort-de-France Scheidsrechter: Ted Unkel (USA) |
| 14 november 2019 20:00 (UTC−5) | Rivière 5' |     | Mejía 65' | Stade Pierre-Aliker, Fort-de-France Scheidsrechter: Ted Unkel (USA) |

|                                |                                         |     |                    |                                                                                   |
| 17 november 2019 22:00 (UTC−5) | Honduras                                | 4−0 | Trinidad en Tobago | Estadio Olímpico Metropolitano, San Pedro Sula Scheidsrechter: Joel Aguilar (SLV) |
| 17 november 2019 22:00 (UTC−5) | Toro 5' Moya 20' Elis 45+2' (pen.), 54' |     |                    | Estadio Olímpico Metropolitano, San Pedro Sula Scheidsrechter: Joel Aguilar (SLV) |

#### Groep 4
| Pos | Land       | Wed | Win | Gel | Ver | DV | DT | +/− | Pnt |
| --- | ---------- | --- | --- | --- | --- | -- | -- | --- | --- |
| 1   | Costa Rica | 4   | 1   | 3   | 0   | 4  | 3  | +1  | 6   |
| 2   | Curaçao    | 4   | 1   | 2   | 1   | 3  | 3  | 0   | 5   |
| 3   | Haïti      | 4   | 0   | 3   | 1   | 3  | 4  | −1  | 3   |

|                                |          |     |       |                                                                      |
| 7 september 2019 18:00 (UTC−5) | Curaçao  | 1−0 | Haïti | Ergilio Hatostadion, Willemstad Scheidsrechter: Keylor Herrera (CRC) |
| 7 september 2019 18:00 (UTC−5) | Hooi 70' |     |       | Ergilio Hatostadion, Willemstad Scheidsrechter: Keylor Herrera (CRC) |

|                                 |             |     |          |                                                                                    |
| 10 september 2019 18:00 (UTC−5) | Haïti       | 1−1 | Curaçao  | Sylvio Catorstadion, Port-au-Prince Scheidsrechter: Walter López Castellanos (GUA) |
| 10 september 2019 18:00 (UTC−5) | Pierrot 15' |     | Hooi 41' | Sylvio Catorstadion, Port-au-Prince Scheidsrechter: Walter López Castellanos (GUA) |

|                               |             |     |            |                                                                              |
| 10 oktober 2019 21:00 (UTC−5) | Haïti       | 1−1 | Costa Rica | Thomas Robinsonstadion, Nassau (Bahama's) Scheidsrechter: Drew Fischer (CAN) |
| 10 oktober 2019 21:00 (UTC−5) | Pierrot 82' |     | Ortiz 53'  | Thomas Robinsonstadion, Nassau (Bahama's) Scheidsrechter: Drew Fischer (CAN) |

|                               |            |     |         |                                                                                  |
| 13 oktober 2019 20:00 (UTC−5) | Costa Rica | 0−0 | Curaçao | Estadio Alejandro Morera Soto, Alajuela Scheidsrechter: Armando Villarreal (USA) |
| 13 oktober 2019 20:00 (UTC−5) |            |     |         | Estadio Alejandro Morera Soto, Alajuela Scheidsrechter: Armando Villarreal (USA) |

|                                |           |     |                              |                                                                   |
| 14 november 2019 22:00 (UTC−5) | Curaçao   | 1−2 | Costa Rica                   | Ergilio Hatostadion, Willemstad Scheidsrechter: Marco Ortiz (MEX) |
| 14 november 2019 22:00 (UTC−5) | Janga 20' |     | Venegas 14' (pen.) Calvo 84' | Ergilio Hatostadion, Willemstad Scheidsrechter: Marco Ortiz (MEX) |

|                                |            |     |                  |                                                                        |
| 17 november 2019 20:00 (UTC−5) | Costa Rica | 1−1 | Haïti            | Estadio Ricardo Saprissa, San José Scheidsrechter: Said Martínez (HON) |
| 17 november 2019 20:00 (UTC−5) | Calvo 27'  |     | Nazon 38' (pen.) | Estadio Ricardo Saprissa, San José Scheidsrechter: Said Martínez (HON) |

### Divisie B

#### Potten
| Team         | Pnt.  | Rank. |
| ------------ | ----- | ----- |
| Jamaica      | 1.507 | 6     |
| El Salvador  | 1.380 | 9     |
| Nicaragua    | 1.083 | 14    |
| Frans-Guyana | 1.057 | 16    |

| Team                   | pnt.  | Rank. |
| ---------------------- | ----- | ----- |
| Saint Kitts en Nevis   | 1.018 | 18    |
| Dominicaanse Republiek | 983   | 19    |
| Suriname               | 975   | 20    |
| Guyana                 | 953   | 21    |

| Team                           | pnt. | Rank. |
| ------------------------------ | ---- | ----- |
| Antigua en Barbuda             | 930  | 22    |
| Belize                         | 831  | 24    |
| Saint Vincent en de Grenadines | 821  | 25    |
| Saint Lucia                    | 813  | 26    |

| Team       | pnt. | Rank. |
| ---------- | ---- | ----- |
| Grenada    | 749  | 28    |
| Aruba      | 638  | 31    |
| Dominica   | 593  | 32    |
| Montserrat | 478  | 35    |

Legenda divisie B

#### Groep 1
| Pos | Land                 | Wed | Win | Gel | Ver | DV | DT | +/− | Pnt |
| --- | -------------------- | --- | --- | --- | --- | -- | -- | --- | --- |
| 1   | Grenada              | 6   | 4   | 2   | 0   | 8  | 4  | +4  | 14  |
| 2   | Frans-Guyana         | 6   | 2   | 2   | 2   | 8  | 6  | +2  | 8   |
| 3   | Belize               | 6   | 2   | 0   | 4   | 6  | 12 | −6  | 6   |
| 4   | Saint Kitts en Nevis | 6   | 1   | 2   | 3   | 8  | 8  | 0   | 5   |

|                                |                          |     |                      |                                                                                   |
| 5 september 2019 18:00 (UTC−5) | Grenada                  | 2−1 | Saint Kitts en Nevis | Kirani James Atletiekstadion, Saint George's Scheidsrechter: Kevin Morrison (JAM) |
| 5 september 2019 18:00 (UTC−5) | Mitchell 19' Charles 82' |     | Hanley 57'           | Kirani James Atletiekstadion, Saint George's Scheidsrechter: Kevin Morrison (JAM) |

|                                |              |                  |        |                                          |
| 5 september 2019 20:00 (UTC−5) | Frans-Guyana | 3−0 reglementair | Belize | Stade Municipal Dr. Edmard Lama, Cayenne |
| 5 september 2019 20:00 (UTC−5) |              |                  |        | Stade Municipal Dr. Edmard Lama, Cayenne |

|                                |              |     |                                   |                                                                    |
| 8 september 2019 16:00 (UTC−5) | Belize       | 1−2 | Grenada                           | Isidoro Beatonstadion, Belmopan Scheidsrechter: Erick Lezama (NCA) |
| 8 september 2019 16:00 (UTC−5) | McCauley 24' |     | Paterson 59' (pen.) Charles 90+3' | Isidoro Beatonstadion, Belmopan Scheidsrechter: Erick Lezama (NCA) |

|                                |                        |     |                           |                                                                |
| 8 september 2019 19:00 (UTC−5) | Saint Kitts en Nevis   | 2−2 | Frans-Guyana              | Warner Park, Basseterre Scheidsrechter: Melvin Matamoros (HON) |
| 8 september 2019 19:00 (UTC−5) | Wharton 50' Liburd 75' |     | Haabo 23' Éric 53' (pen.) | Warner Park, Basseterre Scheidsrechter: Melvin Matamoros (HON) |

|                               |              |     |         |                                                                                |
| 10 oktober 2019 20:00 (UTC−5) | Frans-Guyana | 0−0 | Grenada | Stade Municipal Dr. Edmard Lama, Cayenne Scheidsrechter: Tristley Bassue (SKN) |
| 10 oktober 2019 20:00 (UTC−5) |              |     |         | Stade Municipal Dr. Edmard Lama, Cayenne Scheidsrechter: Tristley Bassue (SKN) |

|                               |        |                                                |                      |                                                                    |
| 10 oktober 2019 17:00 (UTC−5) | Belize | 0−4                                            | Saint Kitts en Nevis | Isidoro Beatonstadion, Belmopan Scheidsrechter: Sergio Reyna (GUA) |
| 10 oktober 2019 17:00 (UTC−5) |        | Sterling-James 12' Liburd 48' (pen.), 56', 63' |                      | Isidoro Beatonstadion, Belmopan Scheidsrechter: Sergio Reyna (GUA) |

|                               |                      |                 |        |                                                             |
| 13 oktober 2019 18:00 (UTC−5) | Saint Kitts en Nevis | 0−1             | Belize | Warner Park, Basseterre Scheidsrechter: Jaime Herrera (SLV) |
| 13 oktober 2019 18:00 (UTC−5) |                      | Smith 3' (pen.) |        | Warner Park, Basseterre Scheidsrechter: Jaime Herrera (SLV) |

|                               |             |     |              |                                                                                |
| 13 oktober 2019 19:00 (UTC−5) | Grenada     | 1−0 | Frans-Guyana | Kirani James Atletiekstadion, Saint George's Scheidsrechter: Bryan López (GUA) |
| 13 oktober 2019 19:00 (UTC−5) | Charles 67' |     |              | Kirani James Atletiekstadion, Saint George's Scheidsrechter: Bryan López (GUA) |

|                                |                      |     |         |                                                                |
| 14 november 2019 17:00 (UTC−5) | Saint Kitts en Nevis | 0−0 | Grenada | Warner Park, Basseterre Scheidsrechter: Daneon Parchment (JAM) |
| 14 november 2019 17:00 (UTC−5) |                      |     |         | Warner Park, Basseterre Scheidsrechter: Daneon Parchment (JAM) |

|                                |                       |     |              |                                                                    |
| 14 november 2019 18:00 (UTC−5) | Belize                | 2−0 | Frans-Guyana | Isidoro Beatonstadion, Belmopan Scheidsrechter: Erick Lezama (NCA) |
| 14 november 2019 18:00 (UTC−5) | Lewis 4' McCaulay 70' |     |              | Isidoro Beatonstadion, Belmopan Scheidsrechter: Erick Lezama (NCA) |

|                                |                                |     |                      |                                                                             |
| 17 november 2019 20:00 (UTC−5) | Frans-Guyana                   | 3−1 | Saint Kitts en Nevis | Stade Municipal Dr. Edmard Lama, Cayenne Scheidsrechter: Oscar Macías (MEX) |
| 17 november 2019 20:00 (UTC−5) | Marigard 19', 28' Sarrucco 76' |     | Terrell 11'          | Stade Municipal Dr. Edmard Lama, Cayenne Scheidsrechter: Oscar Macías (MEX) |

|                                |                       |     |                         |                                                                                |
| 17 november 2019 19:00 (UTC−5) | Grenada               | 3−2 | Belize                  | Kirani James Atletiekstadion, Saint George's Scheidsrechter: José Torres (PUR) |
| 17 november 2019 19:00 (UTC−5) | Charles 14', 59', 68' |     | Gaynair 32' Salazar 55' | Kirani James Atletiekstadion, Saint George's Scheidsrechter: José Torres (PUR) |

#### Groep 2
| Pos | Land                   | Wed | Win | Gel | Ver | DV | DT | +/− | Pnt |
| --- | ---------------------- | --- | --- | --- | --- | -- | -- | --- | --- |
| 1   | El Salvador            | 6   | 5   | 0   | 1   | 10 | 1  | +9  | 15  |
| 2   | Montserrat             | 6   | 2   | 2   | 2   | 4  | 5  | −1  | 8   |
| 3   | Dominicaanse Republiek | 6   | 2   | 1   | 3   | 5  | 5  | 0   | 7   |
| 4   | Saint Lucia            | 6   | 1   | 1   | 4   | 2  | 10 | −8  | 4   |

|                                |                           |     |                        |                                                                   |
| 7 september 2019 15:00 (UTC−5) | Montserrat                | 2−1 | Dominicaanse Republiek | Blakes Estatestadion, Look Out Scheidsrechter: Sergio Reyna (GUA) |
| 7 september 2019 15:00 (UTC−5) | J. Comley 29' Clifton 65' |     | J. García 23'          | Blakes Estatestadion, Look Out Scheidsrechter: Sergio Reyna (GUA) |

|                                |                                          |     |             |                                                                     |
| 7 september 2019 22:00 (UTC−5) | El Salvador                              | 3−0 | Saint Lucia | Estadio Cuscatlán, San Salvador Scheidsrechter: Óscar Moncada (HON) |
| 7 september 2019 22:00 (UTC−5) | Orellana 7' Cerén 73' (pen.) Bonilla 87' |     |             | Estadio Cuscatlán, San Salvador Scheidsrechter: Óscar Moncada (HON) |

|                                 |                |     |                      |                                                                     |
| 10 september 2019 16:00 (UTC−5) | Montserrat     | 1−1 | Saint Lucia          | Blakes Estatestadion, Look Out Scheidsrechter: Nelson Salgado (HON) |
| 10 september 2019 16:00 (UTC−5) | Weir-Daley 45' |     | Frederick 87' (pen.) | Blakes Estatestadion, Look Out Scheidsrechter: Nelson Salgado (HON) |

|                                 |                        |     |             |                                                                                   |
| 10 september 2019 18:00 (UTC−5) | Dominicaanse Republiek | 1−0 | El Salvador | Estadio Olímpico Félix Sánchez, Santo Domingo Scheidsrechter: Oshane Nation (JAM) |
| 10 september 2019 18:00 (UTC−5) | Bueno 7'               |     |             | Estadio Olímpico Félix Sánchez, Santo Domingo Scheidsrechter: Oshane Nation (JAM) |

|                               |                                   |     |             |                                                                                     |
| 12 oktober 2019 18:00 (UTC−5) | Dominicaanse Republiek            | 3−0 | Saint Lucia | Estadio Olímpico Félix Sánchez, Santo Domingo Scheidsrechter: Nitzar Sandoval (NCA) |
| 12 oktober 2019 18:00 (UTC−5) | López 34' Romero 52' González 85' |     |             | Estadio Olímpico Félix Sánchez, Santo Domingo Scheidsrechter: Nitzar Sandoval (NCA) |

|                               |            |                          |             |                                                                   |
| 12 oktober 2019 22:00 (UTC−5) | Montserrat | 0−2                      | El Salvador | Blakes Estatestadion, Lookout Scheidsrechter: Juan Calderón (CRC) |
| 12 oktober 2019 22:00 (UTC−5) |            | Domínguez 43' Zelaya 78' |             | Blakes Estatestadion, Lookout Scheidsrechter: Juan Calderón (CRC) |

|                               |             |                         |             |                                                                           |
| 15 oktober 2019 17:00 (UTC−5) | Saint Lucia | 0−2                     | El Salvador | Darren Sammy Cricketground, Gros Islet Scheidsrechter: Erick Lezama (NCA) |
| 15 oktober 2019 17:00 (UTC−5) |             | Zelaya 68' Portillo 88' |             | Darren Sammy Cricketground, Gros Islet Scheidsrechter: Erick Lezama (NCA) |

|                               |                        |     |            |                                                                                        |
| 15 oktober 2019 16:00 (UTC−5) | Dominicaanse Republiek | 0−0 | Montserrat | Estadio Olímpico Félix Sánchez, Santo Domingo Scheidsrechter: Raúl Castro Zuniga (HON) |
| 15 oktober 2019 16:00 (UTC−5) |                        |     |            | Estadio Olímpico Félix Sánchez, Santo Domingo Scheidsrechter: Raúl Castro Zuniga (HON) |

|                                |             |     |                        |                                                                            |
| 16 november 2019 18:00 (UTC−5) | Saint Lucia | 1−0 | Dominicaanse Republiek | Darren Sammy Cricketground, Gros Islet Scheidsrechter: Jaime Herrera (SLV) |
| 16 november 2019 18:00 (UTC−5) | Joseph 38'  |     |                        | Darren Sammy Cricketground, Gros Islet Scheidsrechter: Jaime Herrera (SLV) |

|                                |                |     |            |                                                                      |
| 16 november 2019 22:00 (UTC−5) | El Salvador    | 1−0 | Montserrat | Estadio Cuscatlán, San Salvador Scheidsrechter: Oliver Vergara (PAN) |
| 16 november 2019 22:00 (UTC−5) | Portillo 90+1' |     |            | Estadio Cuscatlán, San Salvador Scheidsrechter: Oliver Vergara (PAN) |

|                                |             |          |            |                                                                            |
| 19 november 2019 19:00 (UTC−5) | Saint Lucia | 0−1      | Montserrat | Darren Sammy Cricketground, Gros Islet Scheidsrechter: Oshane Nation (JAM) |
| 19 november 2019 19:00 (UTC−5) |             | Pond 35' |            | Darren Sammy Cricketground, Gros Islet Scheidsrechter: Oshane Nation (JAM) |

|                                |                         |     |                        |                                                                       |
| 19 november 2019 17:00 (UTC−5) | El Salvador             | 2−0 | Dominicaanse Republiek | Estadio Cuscatlán, San Salvador Scheidsrechter: Benjamín Pineda (CRC) |
| 19 november 2019 17:00 (UTC−5) | Portillo 16' Punyed 87' |     |                        | Estadio Cuscatlán, San Salvador Scheidsrechter: Benjamín Pineda (CRC) |

#### Groep 3
| Pos | Land               | Wed | Win | Gel | Ver | DV | DT | +/− | Pnt |
| --- | ------------------ | --- | --- | --- | --- | -- | -- | --- | --- |
| 1   | Jamaica            | 6   | 5   | 1   | 0   | 21 | 1  | +20 | 16  |
| 2   | Guyana             | 6   | 3   | 1   | 2   | 12 | 10 | +2  | 10  |
| 3   | Antigua en Barbuda | 6   | 3   | 0   | 3   | 8  | 17 | −9  | 9   |
| 4   | Aruba              | 6   | 0   | 0   | 6   | 5  | 18 | −13 | 0   |

|                                |       |            |        |                                                                               |
| 6 september 2019 19:00 (UTC−5) | Aruba | 0−1        | Guyana | Ergilio Hatostadion, Willemstad (Curaçao) Scheidsrechter: Jaime Herrera (SLV) |
| 6 september 2019 19:00 (UTC−5) |       | Holder 22' |        | Ergilio Hatostadion, Willemstad (Curaçao) Scheidsrechter: Jaime Herrera (SLV) |

|                                |                                                             |     |                    |                                                                              |
| 6 september 2019 20:00 (UTC−5) | Jamaica                                                     | 6−0 | Antigua en Barbuda | Montego Bay Sports Complex, Montego Bay Scheidsrechter: Oliver Vergara (PAN) |
| 6 september 2019 20:00 (UTC−5) | Nicholson 9', 51' Reid 31' Brown 67' Bailey 77' Vassell 81' |     |                    | Montego Bay Sports Complex, Montego Bay Scheidsrechter: Oliver Vergara (PAN) |

|                                |                         |     |                  |                                                                               |
| 9 september 2019 15:00 (UTC−5) | Antigua en Barbuda      | 2−1 | Aruba            | Sir Vivian Richards Stadium, North Sound Scheidsrechter: Rubiel Vazquez (USA) |
| 9 september 2019 15:00 (UTC−5) | Bishop 8' Harriette 69' |     | Groothusen 45+5' | Sir Vivian Richards Stadium, North Sound Scheidsrechter: Rubiel Vazquez (USA) |

|                                |        |                                 |         |                                                                                    |
| 9 september 2019 19:00 (UTC−5) | Guyana | 0−4                             | Jamaica | Synthetic Track and Field Facility, Leonora Scheidsrechter: William Anderson (PUR) |
| 9 september 2019 19:00 (UTC−5) |        | Powell 14', 26' Orgill 44', 54' |         | Synthetic Track and Field Facility, Leonora Scheidsrechter: William Anderson (PUR) |

|                               |                           |     |              |                                                                               |
| 11 oktober 2019 17:00 (UTC−5) | Antigua en Barbuda        | 2−1 | Guyana       | Sir Vivian Richards Stadium, North Sound Scheidsrechter: Keylor Herrera (CRC) |
| 11 oktober 2019 17:00 (UTC−5) | Griffith 15' Benjamin 17' |     | Welshman 50' | Sir Vivian Richards Stadium, North Sound Scheidsrechter: Keylor Herrera (CRC) |

|                               |                            |     |       |                                                               |
| 12 oktober 2019 18:00 (UTC−5) | Jamaica                    | 2−0 | Aruba | Independence Park, Kingston Scheidsrechter: Jorge Pérez (MEX) |
| 12 oktober 2019 18:00 (UTC−5) | Williams 13' Nicholson 89' |     |       | Independence Park, Kingston Scheidsrechter: Jorge Pérez (MEX) |

|                               |                                                  |     |                    |                                                                                    |
| 14 oktober 2019 19:00 (UTC−5) | Guyana                                           | 5−1 | Antigua en Barbuda | Synthetic Track and Field Facility, Leonora Scheidsrechter: William Anderson (PUR) |
| 14 oktober 2019 19:00 (UTC−5) | Bobb 1', 28' Holder 65' Daniel 77' Schultz 90+3' |     | Bishop 48'         | Synthetic Track and Field Facility, Leonora Scheidsrechter: William Anderson (PUR) |

|                               |       |                                                                  |         |                                                                                 |
| 15 oktober 2019 19:00 (UTC−5) | Aruba | 0−6                                                              | Jamaica | Ergilio Hatostadion, Willemstad (Curaçao) Scheidsrechter: Ricardo Montero (CRC) |
| 15 oktober 2019 19:00 (UTC−5) |       | Willis 7' Foster 17', 53' Walker 19' Nicholson 34' Flemmings 47' |         | Ergilio Hatostadion, Willemstad (Curaçao) Scheidsrechter: Ricardo Montero (CRC) |

|                                |                    |                       |         |                                                                                  |
| 15 november 2019 19:00 (UTC−5) | Antigua en Barbuda | 0−2                   | Jamaica | Sir Vivian Richards Stadium, North Sound Scheidsrechter: Randy Encarnación (DOM) |
| 15 november 2019 19:00 (UTC−5) |                    | Willis 34' Morris 58' |         | Sir Vivian Richards Stadium, North Sound Scheidsrechter: Randy Encarnación (DOM) |

|                                |                                      |     |                        |                                                                                  |
| 15 november 2019 20:00 (UTC−5) | Guyana                               | 4−2 | Aruba                  | Synthetic Track and Field Facility, Leonora Scheidsrechter: Kevin Morrison (JAM) |
| 15 november 2019 20:00 (UTC−5) | Briggs 7' Harriott 44' Bobb 53', 73' |     | Croes 2' Breinburg 22' | Synthetic Track and Field Facility, Leonora Scheidsrechter: Kevin Morrison (JAM) |

|                                |                    |     |                                         |                                                                             |
| 18 november 2019 18:00 (UTC−5) | Aruba              | 2−3 | Antigua en Barbuda                      | Ergilio Hatostadion, Willemstad (Curaçao) Scheidsrechter: Jorge Pérez (MEX) |
| 18 november 2019 18:00 (UTC−5) | John 20' Harms 76' |     | Benjamin 36' Harms 82' (e.d.) Bowry 84' | Ergilio Hatostadion, Willemstad (Curaçao) Scheidsrechter: Jorge Pérez (MEX) |

|                                |          |     |              |                                                                              |
| 18 november 2019 20:00 (UTC−5) | Jamaica  | 1−1 | Guyana       | Montego Bay Sports Complex, Montego Bay Scheidsrechter: Keylor Herrera (CRC) |
| 18 november 2019 20:00 (UTC−5) | East 50' |     | Welshman 45' | Montego Bay Sports Complex, Montego Bay Scheidsrechter: Keylor Herrera (CRC) |

#### Groep 4
| Pos | Land                           | Wed | Win | Gel | Ver | DV | DT | +/− | Pnt |
| --- | ------------------------------ | --- | --- | --- | --- | -- | -- | --- | --- |
| 1   | Suriname                       | 6   | 4   | 1   | 1   | 16 | 5  | +11 | 13  |
| 2   | Saint Vincent en de Grenadines | 6   | 3   | 2   | 1   | 6  | 4  | +3  | 11  |
| 3   | Nicaragua                      | 6   | 2   | 1   | 3   | 9  | 11 | −2  | 7   |
| 4   | Dominica                       | 6   | 1   | 0   | 5   | 3  | 14 | −11 | 3   |

|                                |               |     |                    |                                                           |
| 5 september 2019 19:00 (UTC−5) | Dominica      | 1−2 | Suriname           | Windsor Park, Roseau Scheidsrechter: Jamar Springer (BAR) |
| 5 september 2019 19:00 (UTC−5) | Frederick 23' |     | G. Vlijter 7', 90' | Windsor Park, Roseau Scheidsrechter: Jamar Springer (BAR) |

|                                |                  |     |                                |                                                              |
| 5 september 2019 20:00 (UTC−5) | Nicaragua        | 1−1 | Saint Vincent en de Grenadines | Estadio Nacional, Managua Scheidsrechter: Walter López (GUA) |
| 5 september 2019 20:00 (UTC−5) | Yorke 87' (e.d.) |     | Anderson 45+2'                 | Estadio Nacional, Managua Scheidsrechter: Walter López (GUA) |

|                                |                                |     |          |                                                                     |
| 8 september 2019 18:00 (UTC−5) | Saint Vincent en de Grenadines | 1−0 | Dominica | Arnos Valestadion, Arnos Vale Scheidsrechter: Sherwin Johnson (GUY) |
| 8 september 2019 18:00 (UTC−5) | Cunnigham 45+2'                |     |          | Arnos Valestadion, Arnos Vale Scheidsrechter: Sherwin Johnson (GUY) |

|                                |                                                    |     |           |                                                                       |
| 8 september 2019 18:00 (UTC−5) | Suriname                                           | 6−0 | Nicaragua | André Kamperveenstadion, Paramaribo Scheidsrechter: Bryan López (GUA) |
| 8 september 2019 18:00 (UTC−5) | G. Vlijter 9', 11', 30', 65' Fer 13' Comvalius 85' |     |           | André Kamperveenstadion, Paramaribo Scheidsrechter: Bryan López (GUA) |

|                               |                                |     |                     |                                                                  |
| 11 oktober 2019 15:00 (UTC−5) | Saint Vincent en de Grenadines | 2−2 | Suriname            | Arnos Valestadion, Arnos Vale Scheidsrechter: Walter López (GUA) |
| 11 oktober 2019 15:00 (UTC−5) | Stewart 58', 90+5' (pen.)      |     | G. Vlijter 26', 53' | Arnos Valestadion, Arnos Vale Scheidsrechter: Walter López (GUA) |

|                               |                              |     |            |                                                                |
| 11 oktober 2019 23:00 (UTC−5) | Nicaragua                    | 3−1 | Dominica   | Estadio Nacional, Managua Scheidsrechter: Nelson Salgado (HON) |
| 11 oktober 2019 23:00 (UTC−5) | Chavarría 7', 41' Rayo 90+1' |     | Wade 90+3' | Estadio Nacional, Managua Scheidsrechter: Nelson Salgado (HON) |

|                               |          |                                                      |           |                                                         |
| 14 oktober 2019 19:00 (UTC−5) | Dominica | 0−4                                                  | Nicaragua | Windsor Park, Roseau Scheidsrechter: Kimbell Ward (SKN) |
| 14 oktober 2019 19:00 (UTC−5) |          | Chavarría 42' Bonilla 71', 84' (pen.) Mendieta 90+2' |           | Windsor Park, Roseau Scheidsrechter: Kimbell Ward (SKN) |

|                               |          |             |                                |                                                                          |
| 14 oktober 2019 17:00 (UTC−5) | Suriname | 0−1         | Saint Vincent en de Grenadines | André Kamperveenstadion, Paramaribo Scheidsrechter: Oliver Vergara (PAN) |
| 14 oktober 2019 17:00 (UTC−5) |          | Stewart 68' |                                | André Kamperveenstadion, Paramaribo Scheidsrechter: Oliver Vergara (PAN) |

|                                |                                |     |           |                                                                |
| 15 november 2019 17:00 (UTC−5) | Saint Vincent en de Grenadines | 1−0 | Nicaragua | Arnos Valestadion, Arnos Vale Scheidsrechter: Reon Radix (GRN) |
| 15 november 2019 17:00 (UTC−5) | Sutherland 60'                 |     |           | Arnos Valestadion, Arnos Vale Scheidsrechter: Reon Radix (GRN) |

|                        |                                |     |          |                                                                           |
| 15 november 2019 19:30 | Suriname                       | 4−0 | Dominica | André Kamperveenstadion, Paramaribo Scheidsrechter: Sherwin Johnson (GUY) |
| 15 november 2019 19:30 | Apai 15', 88' Vlijter 60', 74' |     |          | André Kamperveenstadion, Paramaribo Scheidsrechter: Sherwin Johnson (GUY) |

|                                |             |     |                                |                                                             |
| 18 november 2019 15:00 (UTC−5) | Dominica    | 1−0 | Saint Vincent en de Grenadines | Windsor Park, Roseau Scheidsrechter: Ricangel de Leça (ARU) |
| 18 november 2019 15:00 (UTC−5) | Laville 71' |     |                                | Windsor Park, Roseau Scheidsrechter: Ricangel de Leça (ARU) |

|                                |             |     |                               |                                                                     |
| 18 november 2019 22:00 (UTC−5) | Nicaragua   | 1−2 | Suriname                      | Estadio Nacional, Managua Scheidsrechter: Patrick Senecharles (HAI) |
| 18 november 2019 22:00 (UTC−5) | Fuentes 60' |     | Comvalius 21' Hasselbaink 53' | Estadio Nacional, Managua Scheidsrechter: Patrick Senecharles (HAI) |

### Divisie C

#### Potten
| Team       | Pnt.  | Ranking |
| ---------- | ----- | ------- |
| Guatemala  | 1.419 | 8       |
| Guadeloupe | 1054  | 17      |
| Bonaire    | 766   | 27      |
| Barbados   | 707   | 29      |

| Team                     | pnt. | Ranking |
| ------------------------ | ---- | ------- |
| Puerto Rico              | 665  | 30      |
| Bahama's                 | 582  | 33      |
| Kaaimaneilanden          | 532  | 34      |
| Turks- en Caicoseilanden | 453  | 36      |

| Team                   | pnt. | Ranking |
| ---------------------- | ---- | ------- |
| Amer. Maagdeneilanden  | 392  | 37      |
| Sint-Maarten           | 338  | 38      |
| Sint Maarten           | 228  | 39      |
| Britse Maagdeneilanden | 257  | 40      |
| Anguilla               | 250  | 41      |

Legenda divisie C

#### Groep 1
| Pos | Land                        | Wed | Win | Gel | Ver | DV | DT | +/− | Pnt |
| --- | --------------------------- | --- | --- | --- | --- | -- | -- | --- | --- |
| 1   | Barbados                    | 6   | 4   | 0   | 2   | 14 | 4  | +10 | 12  |
| 2   | Kaaimaneilanden             | 6   | 4   | 0   | 2   | 7  | 8  | −1  | 12  |
| 3   | Sint-Maarten                | 6   | 3   | 0   | 3   | 7  | 8  | −1  | 9   |
| 4   | Amerikaanse Maagdeneilanden | 6   | 1   | 0   | 5   | 3  | 11 | −8  | 3   |

|                                |                             |                   |                 |                                                                               |
| 5 september 2019 15:00 (UTC−5) | Amerikaanse Maagdeneilanden | 0−2               | Kaaimaneilanden | Bethlehem Voetbalstadion, Christiansted Scheidsrechter: Tristley Bassue (SKN) |
| 5 september 2019 15:00 (UTC−5) |                             | Martin 60', 90+5' |                 | Bethlehem Voetbalstadion, Christiansted Scheidsrechter: Tristley Bassue (SKN) |

|                                |                                       |     |              |                                                                   |
| 5 september 2019 18:00 (UTC−5) | Barbados                              | 4−0 | Sint-Maarten | Wildey Turf, Bridgetown Scheidsrechter: Patrick Senecharles (HAI) |
| 5 september 2019 18:00 (UTC−5) | Leacock 4' Blackman 15', 49' Gale 64' |     |              | Wildey Turf, Bridgetown Scheidsrechter: Patrick Senecharles (HAI) |

|                                |              |     |                             | |
| 8 september 2019 15:00 (UTC−5) | Sint-Maarten | 1−2 | Amerikaanse Maagdeneilanden | Raymond E. Guishard Technical Centre, The Valley (Anguilla) Scheidsrechter: Okeito Nicholson (JAM) |
| 8 september 2019 15:00 (UTC−5) | Dalmat 78'   |     | Dennis 3' Joseph 6'         | Raymond E. Guishard Technical Centre, The Valley (Anguilla) Scheidsrechter: Okeito Nicholson (JAM) |

|                                |                                     |     |                    |                                                                             |
| 9 september 2019 19:30 (UTC−5) | Kaaimaneilanden                     | 3−2 | Barbados           | Truman Boddensportcomplex, George Town Scheidsrechter: Luis Santander (MEX) |
| 9 september 2019 19:30 (UTC−5) | Martin 5' Ebanks 70' Bellafonte 75' |     | Hill 14' Jules 74' | Truman Boddensportcomplex, George Town Scheidsrechter: Luis Santander (MEX) |

|                               |                           |     |                 |                                                                                                 |
| 12 oktober 2019 15:00 (UTC−5) | Sint-Maarten              | 3−0 | Kaaimaneilanden | Raymond E. Guishard Technical Centre, The Valley (Anguilla) Scheidsrechter: Oshane Nation (JAM) |
| 12 oktober 2019 15:00 (UTC−5) | Bellechasse 64', 71', 75' |     |                 | Raymond E. Guishard Technical Centre, The Valley (Anguilla) Scheidsrechter: Oshane Nation (JAM) |

|                               |              |     |                             |                                                               |
| 12 oktober 2019 20:00 (UTC−5) | Barbados     | 1−0 | Amerikaanse Maagdeneilanden | Wildey Turf, Bridgetown Scheidsrechter: Benjamín Pineda (CRC) |
| 12 oktober 2019 20:00 (UTC−5) | Blackman 55' |     |                             | Wildey Turf, Bridgetown Scheidsrechter: Benjamín Pineda (CRC) |

|                               |                 |     |              |                                                                                 |
| 15 oktober 2019 19:30 (UTC−5) | Kaaimaneilanden | 1−0 | Sint-Maarten | Truman Boddensportcomplex, George Town Scheidsrechter: Fernando Hernández (MEX) |
| 15 oktober 2019 19:30 (UTC−5) | Ebanks 75'      |     |              | Truman Boddensportcomplex, George Town Scheidsrechter: Fernando Hernández (MEX) |

|                               |                             |                                                |          |                                                                                 |
| 15 oktober 2019 17:00 (UTC−5) | Amerikaanse Maagdeneilanden | 0−4                                            | Barbados | Bethlehem Voetbalstadion, Christiansted Scheidsrechter: Randy Encarnación (DOM) |
| 15 oktober 2019 17:00 (UTC−5) |                             | Leacock 17' Jules 77' Lashley 80' Phillips 90' |          | Bethlehem Voetbalstadion, Christiansted Scheidsrechter: Randy Encarnación (DOM) |

|                                |               |     |          |                                                                                               |
| 16 november 2019 16:00 (UTC−4) | Sint-Maarten  | 1−0 | Barbados | Raymond E. Guishard Technical Centre, The Valley (Anguilla) Scheidsrechter: Bryan López (GUA) |
| 16 november 2019 16:00 (UTC−4) | Chevalier 81' |     |          | Raymond E. Guishard Technical Centre, The Valley (Anguilla) Scheidsrechter: Bryan López (GUA) |

|                                |                 |     |                             |                                                                          |
| 16 november 2019 19:30 (UTC−5) | Kaaimaneilanden | 1−0 | Amerikaanse Maagdeneilanden | Truman Boddensportcomplex, George Town Scheidsrechter: José Kellys (PAN) |
| 16 november 2019 19:30 (UTC−5) | Hyde 17'        |     |                             | Truman Boddensportcomplex, George Town Scheidsrechter: José Kellys (PAN) |

|                                |                             |     |                               |                                                                            |
| 19 november 2019 19:00 (UTC−5) | Amerikaanse Maagdeneilanden | 1−2 | Sint-Maarten                  | Bethlehem Voetbalstadion, Christiansted Scheidsrechter: Moeth Gaymes (SKN) |
| 19 november 2019 19:00 (UTC−5) | McGuiness 69'               |     | Chevalier 39' Bellechasse 49' | Bethlehem Voetbalstadion, Christiansted Scheidsrechter: Moeth Gaymes (SKN) |

|                                |                           |     |                 |                                                            |
| 19 november 2019 19:00 (UTC−5) | Barbados                  | 3−0 | Kaaimaneilanden | Wildey Turf, Bridgetown Scheidsrechter: Kimbell Ward (SKN) |
| 19 november 2019 19:00 (UTC−5) | Hope 32', 90' Lashley 86' |     |                 | Wildey Turf, Bridgetown Scheidsrechter: Kimbell Ward (SKN) |

#### Groep 2
| Pos | Land                   | Wed | Win | Gel | Ver | DV | DT | +/− | Pnt |
| --- | ---------------------- | --- | --- | --- | --- | -- | -- | --- | --- |
| 1   | Bahama's               | 4   | 3   | 1   | 0   | 10 | 2  | +8  | 10  |
| 2   | Bonaire                | 4   | 2   | 1   | 1   | 10 | 8  | +2  | 7   |
| 3   | Britse Maagdeneilanden | 4   | 0   | 0   | 4   | 5  | 15 | −10 | 0   |

|                                |                                           |     |                        |                                                                              |
| 6 september 2019 15:00 (UTC−5) | Bonaire                                   | 4−2 | Britse Maagdeneilanden | Ergilio Hatostadion, Willemstad (Curaçao) Scheidsrechter: Moeth Gaymes (VIN) |
| 6 september 2019 15:00 (UTC−5) | Martha 74', 83' Seinpaal 78' Trinidad 81' |     | Forbes 32', 90+2'      | Ergilio Hatostadion, Willemstad (Curaçao) Scheidsrechter: Moeth Gaymes (VIN) |

|                                |                     |     |                |                                                                       |
| 9 september 2019 15:00 (UTC−5) | Bahama's            | 2−1 | Bonaire        | Thomas Robinsonstadion, Nassau Scheidsrechter: Ricangel De Leça (ARU) |
| 9 september 2019 15:00 (UTC−5) | Hall 49' Hepple 78' |     | Seinpaal 90+2' | Thomas Robinsonstadion, Nassau Scheidsrechter: Ricangel De Leça (ARU) |

|                               |                        |                                              |          |                                                                                         |
| 10 oktober 2019 15:00 (UTC−5) | Britse Maagdeneilanden | 0−4                                          | Bahama's | Warner Park, Basseterre (Saint Kitts en Nevis) Scheidsrechter: Trevester Richards (SKN) |
| 10 oktober 2019 15:00 (UTC−5) |                        | St. Fleur 37' (pen.), 49' Hall 55' Carey 81' |          | Warner Park, Basseterre (Saint Kitts en Nevis) Scheidsrechter: Trevester Richards (SKN) |

|                               |                                     |     |                                                                 |                                                                                   |
| 13 oktober 2019 15:00 (UTC−5) | Britse Maagdeneilanden              | 3−4 | Bonaire                                                         | Warner Park, Basseterre (Saint Kitts en Nevis) Scheidsrechter: Moeth Gaymes (VIN) |
| 13 oktober 2019 15:00 (UTC−5) | Rowe 45+3' Forbes 65' Wiltshire 84' |     | Cicilia 25' (pen.) R. Janga 88' Medway 90+3' (e.d.) Koffy 90+5' | Warner Park, Basseterre (Saint Kitts en Nevis) Scheidsrechter: Moeth Gaymes (VIN) |

|                                |                                   |     |                        |                                                                      |
| 14 november 2019 19:00 (UTC−5) | Bahama's                          | 3−0 | Britse Maagdeneilanden | Thomas Robinsonstadion, Nassau Scheidsrechter: Tristley Bassue (SKN) |
| 14 november 2019 19:00 (UTC−5) | Joseph 9' St. Fleur 11' Carey 36' |     |                        | Thomas Robinsonstadion, Nassau Scheidsrechter: Tristley Bassue (SKN) |

|                                |          |     |             |                                                                              |
| 17 november 2019 15:00 (UTC−5) | Bonaire  | 1−1 | Bahama's    | Ergilio Hatostadion, Willemstad (Curaçao) Scheidsrechter: Walter López (GUA) |
| 17 november 2019 15:00 (UTC−5) | Piar 44' |     | Delancy 36' | Ergilio Hatostadion, Willemstad (Curaçao) Scheidsrechter: Walter López (GUA) |

#### Groep 3
| Pos | Land        | Wed | Win | Gel | Ver | DV | DT | +/− | Pnt |
| --- | ----------- | --- | --- | --- | --- | -- | -- | --- | --- |
| 1   | Guatemala   | 4   | 4   | 0   | 0   | 25 | 0  | +25 | 12  |
| 2   | Puerto Rico | 4   | 2   | 0   | 2   | 6  | 12 | −6  | 6   |
| 3   | Anguilla    | 4   | 0   | 0   | 4   | 2  | 21 | −19 | 0   |

|                                | |      |          |                                                                                            |
| 5 september 2019 22:00 (UTC−5) | Guatemala                                                                                               | 10−0 | Anguilla | Estadio Nacional Doroteo Guamuch Flores, Guatemala-Stad Scheidsrechter: Randy Solano (DOM) |
| 5 september 2019 22:00 (UTC−5) | Vargas 13' J. Martínez 18' Ceballos 37', 82' Galindo 44' Guerra 60', 72', 77', 86' Márquez 90+1' (pen.) |      |          | Estadio Nacional Doroteo Guamuch Flores, Guatemala-Stad Scheidsrechter: Randy Solano (DOM) |

|                                 |             |                                                                                 |           |                                                                         |
| 10 september 2019 14:00 (UTC−5) | Puerto Rico | 0−5                                                                             | Guatemala | Mayagüez Atletiekstadion, Mayagüez Scheidsrechter: Ismael Cornejo (SLV) |
| 10 september 2019 14:00 (UTC−5) |             | Ceballos 30' (pen.) Guerra 54' (pen.) Galindo 61' (pen.) Robles 66' De León 89' |           | Mayagüez Atletiekstadion, Mayagüez Scheidsrechter: Ismael Cornejo (SLV) |

|                               |          |                                                                   |           |                                                                                   |
| 12 oktober 2019 20:00 (UTC−5) | Anguilla | 0−5                                                               | Guatemala | Raymond E. Guishard Technical Centre, The Valley Scheidsrechter: Reon Radix (GRN) |
| 12 oktober 2019 20:00 (UTC−5) |          | Guerra 4' Santeliz 18' Ceballos 61' (pen.) Pérez 72' Pineda 90+2' |           | Raymond E. Guishard Technical Centre, The Valley Scheidsrechter: Reon Radix (GRN) |

|                               |                             |     |                                |                                                                                         |
| 15 oktober 2019 20:00 (UTC−5) | Anguilla                    | 2−3 | Puerto Rico                    | Raymond E. Guishard Technical Centre, The Valley Scheidsrechter: Ricangel de Leça (ARU) |
| 15 oktober 2019 20:00 (UTC−5) | Lake-Bryan 76' Guishard 89' |     | Ferrer 39' Padron 44' Díaz 54' | Raymond E. Guishard Technical Centre, The Valley Scheidsrechter: Ricangel de Leça (ARU) |

|                                |                                                                      |     |             |                                                                                              |
| 16 november 2019 20:00 (UTC−5) | Guatemala                                                            | 5−0 | Puerto Rico | Estadio Nacional Doroteo Guamuch Flores, Guatemala-Stad Scheidsrechter: Nelson Salgado (HON) |
| 16 november 2019 20:00 (UTC−5) | Gallardo 3' Galindo 19' (pen.) Cincotta 45' Álvarez 56' Martínez 82' |     |             | Estadio Nacional Doroteo Guamuch Flores, Guatemala-Stad Scheidsrechter: Nelson Salgado (HON) |

|                                |                                 |     |          |                                                                          |
| 19 november 2019 15:00 (UTC−5) | Puerto Rico                     | 3−0 | Anguilla | Estadio Juan Ramón Loubriel, Bayamón Scheidsrechter: Ariel Sánchez (PAN) |
| 19 november 2019 15:00 (UTC−5) | Rivera 56', 67' (pen.) Vega 82' |     |          | Estadio Juan Ramón Loubriel, Bayamón Scheidsrechter: Ariel Sánchez (PAN) |

#### Groep 4
| Pos | Land                     | Wed | Win | Gel | Ver | DV | DT | +/− | Pnt |
| --- | ------------------------ | --- | --- | --- | --- | -- | -- | --- | --- |
| 1   | Guadeloupe               | 4   | 4   | 0   | 0   | 20 | 2  | +18 | 12  |
| 2   | Turks- en Caicoseilanden | 4   | 2   | 0   | 2   | 8  | 17 | −9  | 6   |
| 3   | Sint Maarten             | 4   | 0   | 0   | 4   | 6  | 15 | −9  | 0   |

|                                |                                                     |     |              |                                                                                 |
| 7 september 2019 17:00 (UTC−5) | Guadeloupe                                          | 5−1 | Sint Maarten | Stade René Serge Nabajoth, Les Abymes Scheidsrechter: Pierre-Luc Lauzière (CAN) |
| 7 september 2019 17:00 (UTC−5) | Ramothe 5' David 26', 61' Baron 48' Hauterville 89' |     | Lake 83'     | Stade René Serge Nabajoth, Les Abymes Scheidsrechter: Pierre-Luc Lauzière (CAN) |

|                                 |                          |                                           |            |                                                                               |
| 10 september 2019 15:00 (UTC−5) | Turks- en Caicoseilanden | 0−3                                       | Guadeloupe | TCIFA National Academy, Providenciales Scheidsrechter: José Raúl Torres (PUR) |
| 10 september 2019 15:00 (UTC−5) |                          | Mirval 13' (pen.), 51' (pen.) Labylle 84' |            | TCIFA National Academy, Providenciales Scheidsrechter: José Raúl Torres (PUR) |

|                               |                     |     |                                                     |                                                                                |
| 10 oktober 2019 19:00 (UTC−5) | Sint Maarten        | 2−5 | Turks- en Caicoseilanden                            | Ergilio Hatostadion, Willemstad (Curaçao) Scheidsrechter: Ismael Cornejo (SLV) |
| 10 oktober 2019 19:00 (UTC−5) | Lake 9', 36' (pen.) |     | Forbes 18', 45+1', 87' (pen.) Beljour 59' Magny 61' | Ergilio Hatostadion, Willemstad (Curaçao) Scheidsrechter: Ismael Cornejo (SLV) |

|                               |                 |     |                        |                                                                             |
| 14 oktober 2019 19:00 (UTC−5) | Sint Maarten    | 1−2 | Guadeloupe             | Ergilio Hatostadion, Willemstad (Curaçao) Scheidsrechter: José Kellys (PAN) |
| 14 oktober 2019 19:00 (UTC−5) | Lake 75' (pen.) |     | Mirval 10' (pen.), 35' | Ergilio Hatostadion, Willemstad (Curaçao) Scheidsrechter: José Kellys (PAN) |

|                                |                                   |     |                        |                                                                               |
| 14 november 2019 15:00 (UTC−5) | Turks- en Caicoseilanden          | 3−2 | Sint Maarten           | TCIFA National Academy, Providenciales Scheidsrechter: William Anderson (PUR) |
| 14 november 2019 15:00 (UTC−5) | Elcius 37' Singh 75' Forbes 90+3' |     | Lake 12' Boelijn 45+1' | TCIFA National Academy, Providenciales Scheidsrechter: William Anderson (PUR) |

|                                |                                                                                              |      |                          |                                                                          |
| 17 november 2019 18:00 (UTC−5) | Guadeloupe                                                                                   | 10−0 | Turks- en Caicoseilanden | Stade René Serge Nabajoth, Les Abymes Scheidsrechter: Nima Saghafi (USA) |
| 17 november 2019 18:00 (UTC−5) | Mirval 3', 6', 53' Valérius 7' Ramothe 30', 75' Durbant 39', 63' Tille 80' Anatol 90' (pen.) |      |                          | Stade René Serge Nabajoth, Les Abymes Scheidsrechter: Nima Saghafi (USA) |

## Finaleronde
Het toernooi zou oorspronkelijk in juni 2020 zijn, maar deze wedstrijden werden geannuleerd vanwege de coronapandemie. Daarna werd het verplaatst naar maart 2021 en ten slotte naar juni 2021. Alle wedstrijden werden gespeeld in Denver.
|  | Halve finale     | Halve finale    |   |                 | Finale           | Finale |
|  |                  |                 |   |                 |                  |        |
|  | 3 juni – Denver  |                 |   |                 |                  |        |
|  | Honduras         | 0               |   |                 |                  |        |
|  | Verenigde Staten | 1               |   |                 |                  |        |
|  |                  |                 |   |                 |                  |        |
|  |                  |                 |   |                 | 6 juni – Denver  |        |
|  |                  |                 |   |                 | Verenigde Staten | 3      |
|  |                  | Mexico          | 2 |                 |                  |        |
|  |                  |                 |   |                 |                  |        |
|  |                  |                 |   |                 | Derde plaats     |        |
|  | 3 juni – Denver  | 3 juni – Denver |   | 6 juni – Denver | 6 juni – Denver  |        |
|  | Mexico           | 0 (5)           |   | Honduras        | 2 (5)            |        |
|  | Costa Rica       | 0 (4)           |   |                 | Costa Rica       | 2 (4)  |

Halve finale
|                           |                                           |     |                                           |                                                                                             |
| 3 juni 2021 17:30 (UTC−6) | Mexico                                    | 0–0 | Costa Rica                                | Empower Field at Mile High, Denver Toeschouwers: 34.451 Scheidsrechter: Oshane Nation (JAM) |
| 3 juni 2021 17:30 (UTC−6) | Externe link                              |     |                                           | Empower Field at Mile High, Denver Toeschouwers: 34.451 Scheidsrechter: Oshane Nation (JAM) |
| 3 juni 2021 17:30 (UTC−6) | Strafschoppen                             |     |                                           | Empower Field at Mile High, Denver Toeschouwers: 34.451 Scheidsrechter: Oshane Nation (JAM) |
| 3 juni 2021 17:30 (UTC−6) | Antuna Lozano Pineda Pulido Romo Gallardo | 5–4 | Venegas Duarte Alfaro Lassiter Calvo Cruz | Empower Field at Mile High, Denver Toeschouwers: 34.451 Scheidsrechter: Oshane Nation (JAM) |

|                           |          |              |                  |                                                                                           |
| 3 juni 2021 20:00 (UTC−6) | Honduras | 0–1          | Verenigde Staten | Empower Field at Mile High, Denver Toeschouwers: 34.451 Scheidsrechter: Bryan López (GUA) |
| 3 juni 2021 20:00 (UTC−6) |          | Externe link | 89' Siebatcheu   | Empower Field at Mile High, Denver Toeschouwers: 34.451 Scheidsrechter: Bryan López (GUA) |

Troostfinale
|                           |                                             |              |                                           |                                                                                          |
| 6 juni 2021 16:30 (UTC−6) | Honduras                                    | 2–2          | Costa Rica                                | Empower Field at Mile High, Denver Toeschouwers: 37.648 Scheidsrechter: Reon Radix (GRN) |
| 6 juni 2021 16:30 (UTC−6) | E. Rodríguez 48' Elis 80'                   | Externe link | 8' Campbell 85' Calvo                     | Empower Field at Mile High, Denver Toeschouwers: 37.648 Scheidsrechter: Reon Radix (GRN) |
| 6 juni 2021 16:30 (UTC−6) | Strafschoppen                               |              |                                           | Empower Field at Mile High, Denver Toeschouwers: 37.648 Scheidsrechter: Reon Radix (GRN) |
| 6 juni 2021 16:30 (UTC−6) | A. López Elis Benguché Toro Acosta Alvarado | 5–4          | Venegas Calvo Lassiter Torres Mora Tejeda | Empower Field at Mile High, Denver Toeschouwers: 37.648 Scheidsrechter: Reon Radix (GRN) |

Finale
|                           |                                            |              |                      |                                                                                          |
| 6 juni 2021 19:00 (UTC−6) | Verenigde Staten                           | 3–2 (n.v.)   | Mexico               | Empower Field at Mile High, Denver Toeschouwers: 37.648 Scheidsrechter: John Pitti (PAN) |
| 6 juni 2021 19:00 (UTC−6) | Reyna 27' McKennie 82' Pulisic 114' (pen.) | Externe link | 2' Corona 79' Lainez | Empower Field at Mile High, Denver Toeschouwers: 37.648 Scheidsrechter: John Pitti (PAN) |